# Mocella
Mocella is een geslacht van weekdieren uit de klasse van de Gastropoda (slakken).

## Soorten
- Mocella elliottae (Climo, 1969)
- Mocella eta (Pfeiffer, 1853)
- Mocella minuta (Bandel, Gründel & Maxwell, 2000)
- Mocella rakiura (Powell, 1939)
- Mocella spelaeus (Climo, 1971)